# U Camelopardalis
U Camelopardalis je uhlíková hvězda, která se nachází ve vzdálenosti 1500 světelných let v souhvězdí Žirafy. Z astronomického hlediska je zajímavá tím, že se nachází těsně před svým zánikem (který dle výpočtů nastane během pár set let) a tudíž některé jevy probíhají v astronomicky krátkých úsecích několika tisíce let. Hvězda nemá dostatek hmoty pro termonukleární fúzi a stává se nestabilní. Proto v nepravidelných intervalech hvězda odfukuje vrstvu řídkých plynů své svrchní atmosféry.